# Carl Lidbom (läkare)
Carl Victor Lidbom, född den 26 juli 1849 i Råda socken, Skaraborgs län, död den 21 juli 1920 i Uppsala, var en svensk läkare. Han var far till Gunnar Lidbom.
Lidbom blev student vid Uppsala universitet 1869. Han avlade medicine kandidatexamen där 1878 och medicine licentiatexamen 1883. Lidbom blev distriktsläkare i Söderfors, Uppsala län, sistnämnda år och var distriktsläkare (extra provinsialläkare) i Älvkarleö, nämnda län, från 1883. Han var extra bataljonsläkare vid Upplands regemente 1883–1884, 1884–1885 och 1886. Lidbom blev riddare av Vasaorden 1907. Han vilar på Uppsala gamla kyrkogård.